# Christiane Desroches Noblecourt
Christiane Desroches Noblecourt (París, 17 de noviembre de 1913 - Sézanne, 23 de junio de 2011) fue una egiptóloga francesa. Autora de numerosas obras sobre arte e historia del Antiguo Egipto, contribuyó a la salvación de los templos nubios de la inundación causada por la construcción de la presa de Asuán en 1960, declarados Patrimonio Unesco de la Humanidad en 1979.

## Biografía
Christiane Desroches nació el 17 de noviembre de 1913, en París. El descubrimiento de la tumba de Tutankamón por Howard Carter en 1922 la fascinó, y animada por Étienne Drioton se unió al departamento de antigüedades egipcias del Louvre. Fue la primera mujer miembro del Instituto francés del arqueología oriental (IFAO), y también la primera en dirigir una excavación arqueológica, en 1938.
Durante la Segunda Guerra Mundial se unió a la resistencia y ocultó los tesoros egipcios del Louvre en la zona libre de Francia.

## Proyecto presa de Asuán

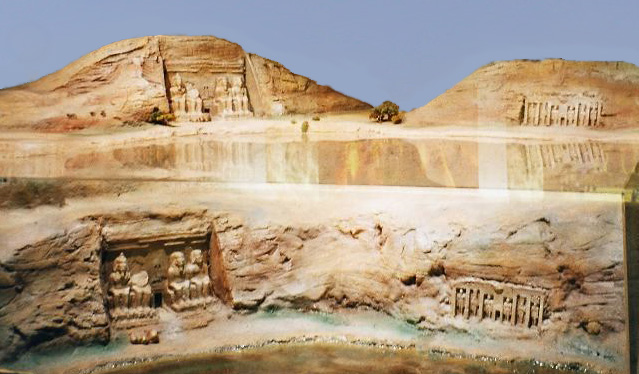
Maqueta mostrando las posiciones relativas de los templos de Abu Simbel, antes y después de su traslado: una lámina horizontal, en el centro de la foto, indica el nivel actual del agua en el lago Nasser. Museo de Nubia, Asuán.

La construcción de la presa llevó a la mayor realización de Noblecourt: la preservación de los antiguos templos nubios de la inundación causada por el embalse. La primera presa, terminada en 1902 con una capacidad de mil millones de m³, había sido juzgada escasa y ampliada en 1912, y de nuevo en 1934. La capacidad alcanzada todavía no podía cubrir las necesidades de la población cada vez mayor de Egipto, y en 1954 el gobierno de Gamal Abdel Nasser decidió construir una presa nueva con una capacidad de 157 mil millones de m³, con 500 kilómetros de largo que se extenderían por Sudán. El proyecto se describió como digno de los faraones.
Los monumentos de Nubia, entre ellos los templos de Abu Simbel, habrían quedado sumergidos y perdidos para siempre si el proyecto se hubiese realizado tal como estaba previsto. En palabras del escritor Pierre Loti, que visitó el área poco después de que la primera presa fuese terminada:

La mayor parte de los antiguos templos de Nubia serán subacuáticos... ¡Pero los campos de algodón serán tan productivos!
Pierre Loti

La Unesco pidió a Noblecourt, que era entonces conservadora del departamento de antigüedades egipcias del Louvre, crear un inventario de todos los sitios históricos amenazados. Entonces emprendió la tarea de encontrar la financiación necesaria para salvarlos.

### Campaña de salvación
El 8 de marzo de 1960, Noblecourt, en unión del ministro egipcio de Cultura Sarwat Okasha, hizo una súplica formal solicitando ayuda internacional. No solo más de catorce templos tendrían que ser movidos, sino que era urgente hacer excavaciones en lugares que pronto estarían bajo varias docena de metros de agua.
André Malraux, entonces ministro francés de Asuntos Culturales, agregó su voz a la súplica:

El poder que creó los monumentos colosales está amenazado hoy... nos habla en una voz tan importante como la de los arquitectos de Chartres, como la de Rembrandt... Su súplica es histórica, no porque proponga salvar los templos de Nubia, sino porque con ella la civilización global demanda por primera vez y públicamente el arte del mundo como su herencia indivisible. Solamente hay una acción sobre la que la indiferencia de las estrellas y el eterno murmullo de los ríos no tienen ningún dominio, es el acto por el cual el hombre arrebata algo a la muerte.
André Malraux

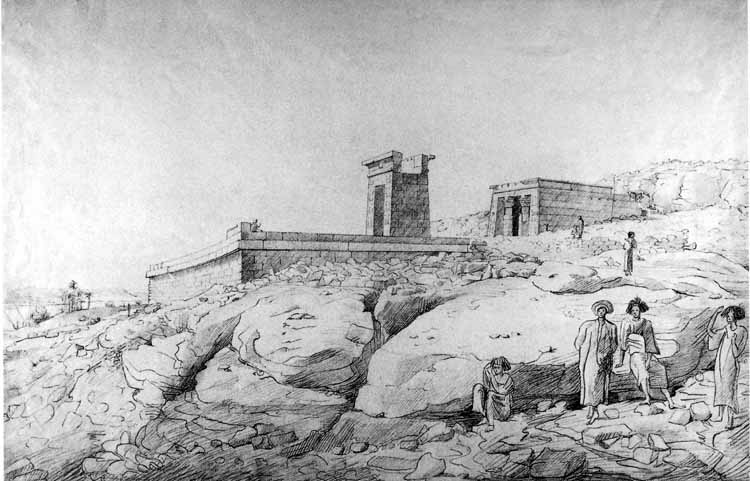
Dibujo del templo de Dendur en su localización original, realizado por Henry Salt en 1819.

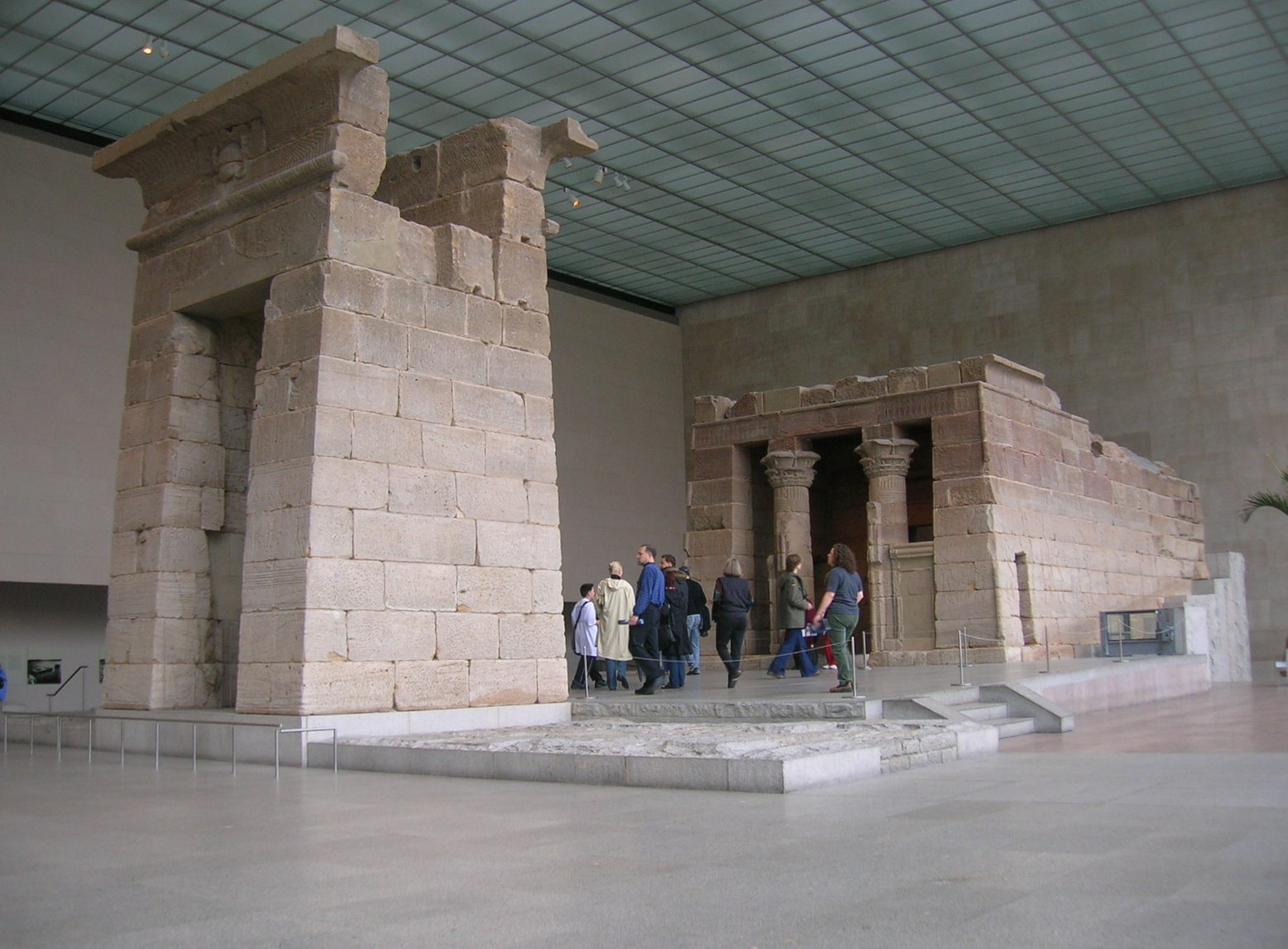
Templo de Dendur, en el Museo Metropolitano de Nueva York.

En plena Guerra Fría, cincuenta países aportaron fondos para salvar monumentos ahora considerados herencia de toda la humanidad. Fueron trasladados los templos de Abu Simbel, File, Kalabsha, Wadi es-Sebua, Dakka, Derr, Debod y otros, recibiendo gran atención de los medios. El templo de Amada era un caso difícil, debido a sus bajorrelieves maravillosamente pintados. Separar sus bloques, como se hizo con otros templos, no era posible, las pinturas no habrían sobrevivido. Viendo que todos parecían haberse resignado a ver el templo bajo las aguas del lago Nasser, Noblecourt anunció que Francia lo salvaría. Pidió a dos arquitectos que propusieran un método para mover el templo en una sola pieza: le sugirieron colocarlo en carriles y transportarlo hidráulicamente a algunos kilómetros de distancia, a un lugar situado unos 60 metros más alto.
Este ambicioso proyecto requería más fondos; con este fin Noblecourt solicitó una entrevista con Charles de Gaulle, que no conocía la promesa que ella había hecho en nombre de la nación. Cuando fue informado, le requirió: "Señora, ¿cómo se atreve usted a decir que Francia salvará el templo sin la autorización de mi gobierno?" Noblecourt contestó: "General, ¿cómo se atrevió usted a hacer un llamamiento por radio sin la autorización de Pétain?" De Gaulle convino en hacer honor a la promesa de Noblecourt.
El proyecto de rescate, incluyendo el transporte y la reconstrucción de los templos en sus nuevos emplazamientos, llevó veinte años.

### Consecuencias
La protección de los monumentos nubios tuvo consecuencias inesperadas. El primer lugar, una mejora de las relaciones franco-egipcias que habían sido tirantes desde la crisis del canal de Suez en 1956. También propició la organización de una exposición sobre Tutankamón en el Louvre en 1967, que atrajo un gran número de visitantes, seguida por otras exhibiciones sobre Ramsés II en 1976, y Amenofis III en 1993. Como reconocimiento a la contribución de Francia a la salvación de los templos, el gobierno de Anwar el-Sadat donó al Louvre el busto de Amenhotep IV, más conocido como Ajenatón.

## Escritora
Como escritora, Noblecourt escribe con un estilo sencillo y directo, acercando la vida, costumbres y creencias egipcias al lector, de una forma amena, didáctica y divulgativa. Poseedora de un completo archivo, sus obras están muy documentadas. Pretende, según sus palabras, 

...animar a los lectores, sin extenderme en explicaciones eruditas ni fatigarles con palabras altisonantes, a descubrir los fundamentos sobre los que se construyó nuestra civilización occidental.
 Christiane Desroches Noblecourt

## Obras literarias
- Historia ilustrada de las formas artísticas. ISBN 81-206-0028-2.
- La mujer en tiempos de los Faraones. ISBN 84-89784-74-4.
- Pinturas egipcias en tumbas y templos. ISBD CBUC C035560960.
- Ramsés II: La verdadera historia. ISBN 84-233-3032-X.
- Símbolos de Egipto. ISBN 84-493-1831-9.
- El arte egipcio.
- Las ruinas de Nubia: La gran epopeya de la Egiptología. ISBN 84-233-2591-1.
- El antiguo Egipto: Nuevo imperio y período amarna.
- Hatshepsut: La reina misteriosa. ISBN 84-350-2651-5.
- Tutankhamen: vida y muerte de un faraón.
- La herencia del antiguo Egipto. ISBN 8435026876.
- La radiografía proporciona el último retrato de Tutankhamon.

## Reconocimientos
- Gran Cruz de la Legión de Honor (2008).
- Oficial de la Orden del Mérito.
- Medalla de la Resistencia.
- Comendador de la Orden de Palmas académicas.
- Comendador de la Artes y de las Cartas.
- Gran Oficial de la Orden de Liberación egipcia.
- Medalla de oro del centro nacional francés de investigación científica (CSCNRS) (1975).
- Gran Medalla de plata de la Unesco.
- Medalla de cobre de la ciudad de París.
- Gran Medalla de Oro de la Sociedad de estímulo al progreso.
- Medalla de plata de la Academia de arquitectura.